# Max Gail

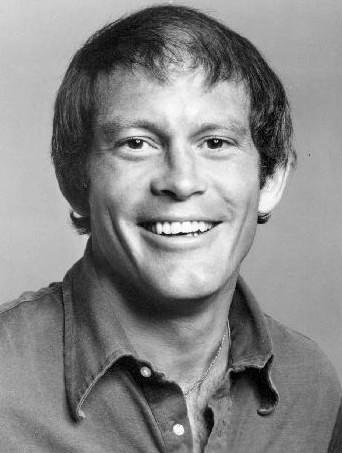
Max Gail (1975)

Maxwell Trowbridge Gail Junior (* 5. April 1943 in Detroit, Michigan) ist ein US-amerikanischer Schauspieler.

## Biografie
Maxwell Trowbridge Gail Junior wurde als Sohn von Mary Elizabeth, geborene Scanlon, und Maxwell Trowbridge Gail in Detroit, Michigan geboren.  Er wuchs in Grosse Ile auf. Nachdem er 1965 seinen Bachelor am Williams College und 1969 seinen Master an der University of Michigan erhalten hatte, arbeitete er eine Zeit lang als Lehrer an einer Privatschule, bevor er 1970 als Schauspieler am The Little Fox Theatre in San Francisco in der Theaterversion von Einer flog über das Kuckucksnest debütierte.
Nachdem er 1971 in den Filmen Die Organisation und Dirty Harry sein Leinwanddebüt gab, wurde er 1975 für die Rolle des Det. Stan Wojciehowicz in der Fernsehserie Barney Miller besetzt. Den polnischen Draufgänger Stan Wojciehowicz spielte er in 170 Folgen bis 1982. Für diese Rolle wurde er 1979 und 1980 jeweils als Bester Nebendarsteller für einen Emmy nominiert.

## Privatleben
Max Gail war zweimal verheiratet. Die Ehe mit seiner ersten Frau Willie Beir, mit der er eine gemeinsame Tochter hatte, dauerte von 1983 bis 1986. Willie Beir starb an einer Krebserkrankung. Seit 1989 ist er mit Nan Harris verheiratet, mit der er zwei gemeinsame Kinder hat.

## Filmografie (Auswahl)

### Filme
- 1971: Die Organisation (The Organization)
- 1971: Dirty Harry
- 1975: Die heiße Spur (Night Moves)
- 1977: Der Fluch der schwarzen Witwe (Curse of the Black Widow)
- 1978: Survival (Desperate Women)
- 1979: Das elfte Opfer (11th Victim)
- 1980: Die Aliens kommen (The Aliens Are Coming)
- 1983: Die Chaotenclique (D.C. Cab)
- 1984: Die Herzensbrecher (Heartbreakers)
- 1985: Frei für eine neue Liebe (Letting Go)
- 1985: Wo warst du damals, Claire? (The Other Lover)
- 1986: Des Teufels Spiegelbild (Killer in the Mirror)
- 1986: Grenzenloses Leid einer Mutter (Where Are the Children?)
- 1986: Tanz ins Licht (Can You Feel Me Dancing?)
- 1986: Vietnam Adieu (Intimate Strangers)
- 1988: Ein Richter für Berlin (Judgment in Berlin)
- 1992: Der Fall Sherwood (A Child Lost Forever: The Jerry Sherwood Story)
- 1994: Das Rennen ihres Lebens (Ride with the Wind)
- 1994: Die Ärztin und der Mörder (Mortal Fear)
- 1994: Firezone (Deadly Target)
- 1994: So trieben es die wilden Cowboys (Sodbusters)
- 1994: Der Traum von Apollo XI (Pontiac Moon)
- 1997: Das Geheimnis der Lady Adelon (The Inheritance)
- 1997: Gegner aus Liebe (Tell Me No Secrets)
- 1997: Gott schütze diese Stadt (Not in This Town)
- 1999: Judgement Day – Der jüngste Tag (Judgement Day)
- 2001: Im Sog der Vergeltung (Facing the Enemy)
- 2013: 42 – Die wahre Geschichte einer Sportlegende (42)

### Fernsehserien
- 1975–1982: Barney Miller (170 Folgen)
- 1983–1984: Computer Kids (Whiz Kids, 17 Folgen)
- 1988: Matlock (2 Folgen)
- 1993: Zurück in die Vergangenheit (Quantum Leap, eine Folge)
- 1994: Hör mal, wer da hämmert (eine Folge)
- 1999: X-Factor – Das Unfassbare (Staffel 1, Folge 2 (Der Traktor))
- 2006–2007: Sons & Daughters (10 Folgen)
- 2007: Zeit der Sehnsucht (Days of our Lives, fünf Folgen)
- 2008–2009: Gary Unmarried (sieben Folgen)
- 2009: Criminal Minds (eine Folge)
- 2011: Harry’s Law (eine Folge)
- 2012: Psych (eine Folge)
- 2017: Hawaii-Five-0 (eine Folge)
- 2022: Magnum P.I. (eine Folge)